# スチューデント・クリニシャン・リサーチ・プログラム
スチューデント・クリニシャン・リサーチ・プログラム (Student Clinician Research Program / SCRP) とは、日本歯科医師会主催の歯学部学生の研究発表会のことである。

## 概要
スチューデント・クリニシャン・プログラム (Student Clinician Program / SCP) は、1959年にアメリカ歯科医師会 (ADA) が設立100周年を迎えるにあたり、世界最大手の歯科材料会社デンツプライ インターナショナル社に歯科学生による研究の実践発表という記念企画の後援を依頼したことに始まる。現在では世界39か国の各国歯科医師会主催により開催されており、世界の歯科界の発展を担う研究者・教育者・開業医を多く輩出している。
日本では1995年より毎年8月に、日本歯科医師会の主催（デンツプライ社後援）で開催される。各大学により選抜された歯学部所属の学生が、日々の研究成果を発表する場である。各大学1名が出場し、持ちブースで審査員への説明および質疑応答をすべて英語を使用して行う。優勝者は、日本代表として、アメリカで開催されるADA年次大会中に開催されるSCRP大会に参加する。
2007年よりスチューデント・クリニシャン・リサーチ・プログラム (SCRP) に名称が変更された。
2014年8月、日本では20回記念大会が日本歯科医師会会館で開催された。20回大会は国立大学と私立大学を含めた全国29の歯科関連大学のうち、28校が参加した。

## 歴代の優勝者（敬称略）
1995年-2014年（第1回 - 第20回）
- 2014年 第20回 昭和大学歯学部 道家碧「歯周病原細菌の産生するヌクレアーゼの解析」
- 2013年 第19回 岡山大学歯学部 王碩「なぜ煙草をやめると太るのか？」
- 2012年 第18回 北海道大学歯学部 大畑八重「線維芽細胞は腫瘍微小環境でPTHrPによりCAFへ誘導される」
- 2011年 第17回 広島大学歯学部 髙才東「歯周病予防と治療を目的としたラクトフェリンの応用」
- 2010年 第16回 大阪歯科大学 岸田瑠加「う蝕予防を目的としたまんじゅうの製作と研究」
- 2009年 第15回 日本大学歯学部 梶佳織「撤去容易な熱膨張性矯正用ブラケット接着材の開発」
- 2008年 第14回 日本大学松戸歯学部 曾田悦子「携帯電話とパソコンを利用したブラッシング効果の検討」
- 2007年 第13回 日本大学歯学部 秋山祐子「視認性に優れたオリジナルshade guideの製作」
- 2006年 第12回 北海道医療大学歯学部 大迫利光「チェアサイドで使用可能な簡易型偏性嫌気性菌培養キットの開発」
- 2005年 第11回 日本歯科大学新潟生命歯学部 宇波雅人「デジタルカメラにおけるマクロ撮影の可能性（携帯カメラを含めて）」
- 2004年 第10回 東京医科歯科大学歯学部 佐藤智子「音声音響分析による開咬を有する小児の構音評価」
- 2003年 第9回 鶴見大学歯学部 角田衣理加「精油の歯周病原性細菌に対する抗菌効果および口臭抑制効果の検討」
- 2002年 第8回 神奈川歯科大学 川越俊美「ブラックスチェッカーを用いた睡眠ブラキシズム時のグラインディング運動パターンの分析」
- 2001年 第7回 日本大学松戸歯学部 金親あや乃「新規歯垢染色液の開発」
- 2000年 第6回 大阪大学歯学部 中島正裕「支台形成実習用デンタルミラーの改良」
- 1999年 第5回 日本歯科大学歯学部 横山享子「簡易血糖測定機器による不正咬合者の咀嚼能率の評価」
- 1998年 第4回 東京歯科大学 阿部修「要介護高齢者口腔内には肺炎起因菌が高頻度に検出される」
- 1997年 第3回 東京医科歯科大学歯学部 五十川伸崇「新しいチューインガムを用いた咀嚼機能の評価」
- 1996年 第2回 日本大学歯学部 松山智子「塩素濃度の異なる2種類の酸化水の殺菌効果および保存条件による経時的変化」
- 1995年 第1回 東京歯科大学 黒田俊太郎「口腔粘膜診断支援プログラムの作成 舌編」

## メリット
- 学生時代から研究の基礎および臨床への応用を学ぶことができる。
- 語学力の向上に役立つ。
- 他大学および歯学会とのつながりを持てる。
- 日本代表者は、海外での学術発表ができ、少なからず国際感覚を体験できる。
- 研究成果の世界的製品化の可能性を持てる。

## その他
私立大学では、このプログラムにかなりの力を入れているところが多く、学内選抜には研究室の総力を挙げて対応するほどの熱の入れようである。他方、国立大学ではこのプログラムにそれほど力を入れておらず、その存在すら知らない学生・教員が大半である。また、選抜者も研究経験のある社会人編入者や教授に頼まれて仕方なくといった学生が多く、私立大学と国立大学でかなりの温度差がある。
しかしながら、現在はすべての国立大学が参加していることを考慮すると、状況は変わってきているとも考えられる。